# Meteoridium remotifolium
Meteoridium remotifolium là một loài Rêu trong họ Meteoriaceae. Loài này được (Müll. Hal.) Manuel miêu tả khoa học đầu tiên năm 1977.